# 습착치
습착치(중국어 정체자: 習鑿齒, 간체자: 习凿齿, 병음: Xí Zuòchǐ 시쭤치[*], ?~384년 10월)는 중국 동진(東晉)의 역사가이다. 자는 언위(중국어: 彦威, 병음: Yànwēi 옌웨이[*])이며, 《양양기(襄陽記)》와 《한진춘추(漢晉春秋)》의 저자로 유명하다.

## 생애
양양(襄陽) 사람으로 호족 가문에서 태어났다. 촉한(蜀漢)을 섬겼던 습정(習禎)의 후손이다. 젊은 시절 뜻을 가지고, 많이 배우고 학식(學識)을 가졌고, 문필(文筆)으로 유명했다. 형주자사(荊州刺史) 환온(桓温)이 그를 등용하여 종사로 삼았고, 강하상(江夏相) 원교(袁喬)가 그의 능력을 인정하여 환온에게 추천하여, 서조주부(西曹主簿)에 임명되었고, 그 후, 별가(別駕)에 승진했다.
환온이 출정할 때, 그를 대신하여 지키기로 임하여 종군하기도 하였고, 책임있게 맡길 수 있었던 자리를 모두 견디고, 요직을 맡았고 실적이 있었고, 논의에 뛰어나 환온도 그의 능력을 인정하여 후대하였다. 그러나, 수도에 도착 했을 때에 회계왕 사마욱(司馬昱, 후에 간문제(簡文帝))도 그를 존중하였고, 환온이 “상왕(相王, 회계왕)은 누구를 닮은 인물인가?”라고 습착치에게 물었는데, “아직도 그와 같은 분은 본 적이 없습니다.”라고 대답하자, 환온은 화내었고 호조참군(戸曹参軍)으로 좌천되었고, 후에 형양태수(滎陽太守)를 역임했다.
환온이 그 당시에 찬탈을 꿈꾸고 있었는데, 그 때에 습착치는 《한진춘추》 54권을 저술하였다. 한진춘추는 후한 광무제(後漢 光武帝)로부터 서진 민제(西晉 愍帝)까지 저술된 역사서이지만, 삼국시대에서는 위 문제(조비)는 후한 헌제로부터 협박으로 선양을 하고, 진나라는 선양했다고 말해도 찬탈한 역신이며, 사마소(司馬昭)가 촉한을 평정하고, 한이 멸망하여 진나라가 흥한 것으로 해서, 하늘의 뜻은 세력이 있고 권위를 강탈할 수 있는 것은 아니라고 주장했다(촉한정통론).
그 후, 병을 앓아 고향에 돌아갔지만, 양양(襄陽)이 부견(苻堅)의 전진(前秦)의 영토가 되었고, 부견은 그의 이름을 듣고 습착치를 그의 친구인 승려 도안(道安)과 초빙하여, 그들과 이야기를 주고 받아 후대하였다. 습착치는 다리에 병을 앓고 있었기 때문에, 부견은 “진(晉)이 오(呉)를 평정했을 때에는 육씨 형제(육기, 육운)를 얻었지만, 지금 우리들이 한나라 남쪽을 차지하여 얻은 인물은 한 명으로 반분되었다,”라고 말했다. 그 후, 습착치는 양양에 돌아갔다. 그 다음에 동진(東晉)이 양양을 탈환하자, 조정은 습착치에 국사 편찬을 담당하여 시작하려고 했지만, 정확히 그 무렵에 사망했다. 죽기 전에 위나라를 찬탈자로 하는 자신의 설에의 반론에 반박하였다.
아들 습벽강(習辟強)은 재능과 학문이 뛰어나고 아버지와 같은 풍격이 있어, 관직 등급은 표기장군 종사중낭(驃騎將軍 從事中郎)에 이르렀다.